# ثائر كروما
ثائر سامي كروما (ولد في 2 فبراير 1990 في حمص، سوريا) لاعب كرة قدم دولي سوري يجيد اللعب في مركز الوسط المدافع وبدرجة أقل الوسط المحوري وقلب الدفاع.

## المسيرة الرياضية

### الأندية
في عام 2008 تم تصعيد كروما إلى الفريق الأول في الوثبة السوري (الدرجة الممتازة). في موسمه الأول 2008-2009 وفي بطولة الدوري السوري الممتاز 2008–09 ساهم كروما في احتلال الوثبة المركز الخامس برصيد 37 نقطة بفارق 15 نقطة عن البطل الكرامة. وبسبب تساويه في عدد النقاط مع صاحب المركز السادس المجد فتم اللجوء إلى مباراة فاصلة حيث فاز الوثبة بنتيجة 3-2. وفي بطولة كأس سوريا 2008–09 ساهم في وصول الوثبة إلى الدور النصف النهائي حيث خسر من الكرامة 2-4 في مجموع المباراتين.
في موسمه الثاني 2009-2010 وفي بطولة الدوري السوري الممتاز 2009–10 ساهم كروما في احتلال الوثبة المركز الخامس برصيد 43 نقطة بفارق 15 نقطة عن البطل الجيش. وفي بطولة كأس سوريا 2009–10 ساهم في وصول الوثبة إلى الدور الربع النهائي عندما خسر من الكرامة 3-4.
في موسمه الثالث 2010-2011 وفي بطولة الدوري الممتاز ساهم كروما في احتلال الوثبة المركز التاسع برصيد 18 نقطة بعد مرور 15 جولة وقبل نهاية البطولة بأحد عشر جولات توقفت البطولة بسبب الحرب الأهلية السورية ثم ألغيت واستعيض عنها بدورة رباعية بين الجيش والشرطة والاتحاد والوحدة وبعدها انسحب الاتحاد والوحدة منها وبقي الجيش والشرطة. وفي بطولة كأس سوريا 2010–11 ساهم في وصول الوثبة إلى المباراة النهائية حيث خسر من الاتحاد 1-3.
في موسمه الرابع والأخير 2011-2012 وفي بطولة الدوري السوري الممتاز 2011–12 ساهم كروما في احتلال الوثبة المركز الأول في المجموعة الأولى برصيد 13 نقطة فتأهل إلى الدوري الثماني لتحديد البطل حيث احتل في نهاية المطاف المركز السابع المكرر بدون رصيد من النقاط بعد انسحابه بعد مرور 5 جولات من أصل 10 جولات بسبب الأحداث التي تشهدها البلاد.
في 1 يوليو 2012 انتقل كروما من الوثبة إلى الشرطة السوري (الدرجة الممتازة) في صفقة انتقال حر. في موسمه الأول 2012-2013 وفي بطولة الدوري السوري الممتاز 2013 ساهم كروما في احتلال الشرطة المركز الأول في المجموعة الأولى برصيد 34 نقطة ليتأهل إلى الدوري الرباعي لتحديد البطل ليحتل في نهاية المطاف المركز الثاني برصيد 6 نقاط بفارق نقطة واحدة عن البطل الجيش.
في موسمه الثاني والأخير 2013-2014 وفي بطولة الدوري السوري الممتاز 2014 ساهم كروما في احتلال الشرطة المركز الأول في المجموعة الثانية برصيد 28 نقطة ليتأهل إلى الدوري السدالسي لتحديد البطل حيث احتل في نهاية المطاف المركز الرابع برصيد 9 نقاط بفارق 3 نقاط عن البطل الوحدة.
في 1 يوليو 2014 انتقل كروما من الشرطة إلى الوحدة السوري (الدرجة الممتازة) في صفقة انتقال حر. في موسمه الأول 2014-2015 وفي بطولة الدوري السوري الممتاز 2014–15 ساهم كروما في احتلال الوحدة المركز الأول في المجموعة الثانية برصيد 34 نقطة ليتأهل إلى الدوري السداسي لتحديد البطل حيث احتل في نهاية المطاف المركز الثالث برصيد 11 نقطة بفارق نقطتين عن البطل الجيش. وفي بطولة كأس الاتحاد الآسيوي 2015 ساهم في وصول الوحدة الدور الثمن النهائي حيث خسر من استقلال دوشنبه الطاجيكستاني بركلات الترجيح.
في 1 يوليو 2015 انتقل كروما من الوحدة إلى الطلبة العراقي (الدرجة الممتازة) في صفقة انتقال حر. في موسمه الأول 2015-2016 وفي بطولة الدوري العراقي الممتاز 2015–16 ساهم كروما في احتلال الطلبة المركز الرابع في المجموعة الأولى برصيد 27 نقطة ليتأهل إلى الدوري الثماني لتحديد البطل حيث احتل في نهاية المطاف المركز الثالث برصيد 12 نقطة بفارق 3 نقاط عن البطل الزوراء. وفي بطولة كأس العراق خرج الطلبة من مباراته الأولى بعدما انسحب من مواجهة منافسه نفط البصرة ليعتبر خاسرا بنتيجة 0-3.
في 10 يوليو 2016 انتقل كروما من الطلبة إلى نفط البصرة العراقي (الدرجة الممتازة) في صفقة انتقال حر. في موسمه الأول 2016-2017 وفي بطولة الدوري العراقي الممتاز 2016–17 ساهم كروما في احتلال نفط البصرة المركز العاشر برصيد 39 نقطة بفارق 16 نقطة عن منطقة الهبوط. وفي بطولة كأس العراق ساهم في وصول نفط البصرة إلى الدور الثمن النهائي بعدما تغلب على الكرخ 4-0 في الدور 32.
في 1 يوليو 2017 انتقل كروما من نفط البصرة إلى الاتحاد السوري (الدرجة الممتازة) في صفقة انتقال حر. في موسمه الأول 2016-2017 (الذي انتهى متأخرا في أكتوبر 2017) وفي بطولة الدوري السوري الممتاز 2016–17 ساهم كروما في احتلال الاتحاد الرابع برصيد 49 نقطة بفارق 16 نقطة عن البطل الجيش. وفي بطولة كأس سوريا ساهم كروما في وصول الاتحاد إلى الدور النصف النهائي حيث خسر من الوحدة 1-3.
في موسمه الثاني 2017-2018 (الذي بدأ في أكتوبر 2017) وفي بطولة الدوري السوري الممتاز 2017–18 ساهم كروما في حصد الاتحاد 22 نقطة في 11 مباراة.
في 2 يناير 2018 انتقل كروما من الاتحاد إلى الأنصار اللبناني (الدرجة الممتازة) في صفقة انتقال حر. في موسمه الأول 2017-2018 وفي بطولة الدوري اللبناني الممتاز 2017–18 ساهم كروما في احتلال الأنصار المركز الرابع برصيد 33 نقطة بفارق 21 نقطة عن البطل العهد. وفي بطولة كأس لبنان 2017–18 خرج الأنصار من أولى المباريات التي شارك فيها كروما عندما خسر من النجمة بهدف نظيف. وفي بطولة كأس الاتحاد الآسيوي 2018 اكتفى الأنصار باحتلال المركز الثالث في المجموعة الثالثة برصيد 7 نقاط وبالتالي خرج من دور المجموعات.
في 15 أغسطس 2018 انتقل كروما من الأنصار إلى السويق العماني (الدرجة الممتازة) في صفقة انتقال حر. في موسمه الأول 2018-2019 وفي بطولة الدوري الممتاز ساهم كروما في احتلال السويق المركز الرابع برصيد 41 نقطة بفارق 25 نقطة عن البطل ظفار. وفي بطولة كأس السلطان خرج السويق من مباراته الأولى عندما خسر من البشائر (الدرجة الثانية) بركلات الترجيح. وفي بطولة كأس الاتحاد العماني ساهم في وصول السويق إلى الدور الثاني عندما خسر من ظفار 1-2. وفي بطولة كأس الاتحاد الآسيوي 2019 اكتفى السويق باحتلال المركز الرابع الأخير في المجموعة الثالثة برصيد 4 نقاط وبالتالي خرج من دور المجموعات.
في 10 أغسطس 2019 انتقل كروما من السويق إلى الجيش السوري (الدرجة الممتازة) في صفقة انتقال حر. في موسمه الأول 2019-2020 وفي بطولة كأس السوبر السوري ساهم كروما في تتويج الجيش بالبطولة بعدما تغلب على الوثبة 2-0 ليحقق كروما أولى بطولاته الشخصية. وفي بطولة الدوري السوري الممتاز 2019–20 ساهم في احتلال الجيش المركز الرابع برصيد 49 نقطة بفارق عشر نقاط عن البطل تشرين. وفي بطولة كأس سوريا ساهم في وصول الجيش إلى الدوري النصف النهائي عندما خسر من الوحدة بهدف نظيف. وفي بطولة كأس العرب للأندية الأبطال 2019–20 خرج الجيش من المرحلة الأولى عندما خسر من نواذيبو الموريتاني 1-2 في مجموع المباراتين في الدور 32. وفي بطولة كأس الاتحاد الآسيوي 2020 وبعد التعادل مع المنامة البحريني سلبيا والفوز على هلال القدس الفلسطيني بهدف فقد تقرر إلغاء البطولة بسبب انتشار جائحة كورونا.
في موسمه الثاني 2020-2021 وفي بطولة الدوري الممتاز ساهم كروما في حصد الجيش 27 نقطة في 12 مباراة. وفي بطولة كأس سوريا ساهم في وصول الجيش إلى الدور الثالث بعدما تغلب على صافيتا 8-0 في الدور الثاني.
في 17 يناير 2021 انتقل كروما من الجيش إلى تشرين السوري (الدرجة الممتازة) في صفقة انتقال حر. في موسمه الأول 2020-2021 وفي بطولة الدوري الممتاز ساهم كروما في تتويج تشرين بالبطولة بعدما تصدر الترتيب برصيد 59 نقطة بفارق نقطتين عن الوصيف الجيش ليحقق كروما ثاني بطولاته الشخصية. وفي بطولة كأس سوريا خسر تشرين من الجيش بهدف نظيف في الدور الثالث. وفي بطولة كأس الاتحاد الآسيوي 2021 اكتفى تشرين باحتلال المركز الثالث في المجموعة الثالثة برصيد أربع نقاط وبالتالي الفشل في التأهل إلى الدور الربع النهائي.
في 11 يوليو 2021 انتقل كروما من تشرين إلى النجمة البحريني (الدرجة الممتازة) في صفقة انتقال حر.

### المنتخبات
في 26 مارس 2015 شارك كروما في أول مباراة دولية له مع سوريا وكانت أمام الأردن وديا وانتهت بفوز سوريا بهدف نظيف.
شارك كروما في أول مباراة دولية رسمية وكانت في تصفيات كأس العالم 2022 – آسيا الجولة الثانية عندما لعب 3 مباريات (الفوز على المالديف 4-0 وعلى غوام 3-0 والخسارة من الصين 1-3) من أصل 8 مباريات ليساهم في تصدر سوريا المجموعة الأولى برصيد 21 نقطة بفارق نقطتين عن الوصيف وليتأهلا معا إلى الدور الثالث.

## الإنجازات

### الأندية
- الجيش
  - كأس السوبر السوري (1): 2019
- تشرين
  - الدوري السوري الممتاز (1): 2021/2020

## روابط خارجية
- ثائر كروما على موقع ناشيونال فوتبول تيمز (الإنجليزية)
- ثائر كروما على موقع Soccerway.com (الإنجليزية)